# 이강일 (정치인)
이강일(李康一, 1967년 4월 30일~)은 대한민국의 정치인이다. 제22대 국회의원이다.

## 생애
충청북도 진천군 이월면에서 태어났다. 청주의 덕성초등학교, 운호중학교, 세광고등학교, 충북대학교를 졸업하고 서울의 연세대학교 대학원 석사 과정을 졸업하였다.
90년대 초 한국청년당 창당을 위한 위원회의 사무총장을 역임하였고, 1996년에는 김영춘 국회의원의 보좌진으로 정치계에 몸을 담았다. 1999년에는 통신 업종의 벤처업체를 설립해 운영하기도 했다.
2002년 치러졌던 제3회 전국동시지방선거에서 한나라당 소속으로 서울특별시의원 선거에 출마해 당선되었다. 2003년에는 한나라당을 탈당하고 열린우리당의 창당에 참여했다.
2006년 광진구청장에 출마하였으나 공천이 번복되어 취소되었다. 이후에는 사회운동을 하면서 행복가정재단을 설립해 상임이사, 등기이사로 활동했다. 또한 사단법인 나눔과 미래의 등기이사, 서울형 사회적기업인 살기좋은 마을, 나눔하우스의 이사장을 역임했다.
2019년에 민생경제지원단을 발족해 상임위원장으로 활동했다. 당시 공동위원장으로 활동했던 의원들은 천준호, 민병덕, 김한규 의원등이 있다.
2020년, 더불어민주당 대통령후보 경선운동에 참여하였다.  2022년, 이재명대통령경선후원회 사무국장을 필두로 하여 청주시 상당구의 공동 선대위원장으로 활동하였다. 그 뒤 김동연 경기도지사의 선거자금을 총괄하는 수석총무부본부장으로 활동하였다. 경기도 인수위 활동을 끝으로 고향인 청주 상당구에서 정치 행보를 이어나갔으며 2022년 7월, 더불어민주당 청주시 상당구 지역위원장에 선출되었다.
2023년, 위원장직을 수행하며 '고향에서 정치활동 하는 것은 시대적 소명'이라고 밝힌 바 있다.
제22대 국회의원 선거에서 청주시 상당구 선거구에 출마를 선언했으며 더불어민주당 경선에서 승리하며 공천을 받았다. 본 선거 결과 51.45%의 득표율을 기록하면서 제22대 국회의원으로 당선되었다.

## 학력
- 이월국민학교 (전학)
- 진천삼수국민학교 (전학)
- 한천국민학교 (전학)
- 청주덕성국민학교 (졸업)
- 운호중학교 (졸업)
- 세광고등학교 (졸업)
- 충북대학교 경영대학 (경영학 / 학사)
- 연세대학교 행정대학원 (정책학 / 석사)

## 경력
- 충북대학교 총학생회 대외투쟁위원장
- 청년정치모임 창당발기인 및 사무총장
- 제자리찾기운동 집행위원장
- 1996년~2002년: 김영춘 국회의원 보좌진
- 1999년~2002년: 케이엠텔레콤 대표이사
- 2002년~2003년: 한나라당 서울특별시 지부 광진구 갑 지구당 부위원장
- 광진발전연구회 사무국장
- 광진무료법률사무소 부소장
- 광진산호인연합회 청년위원장
- Dream-X 코포레이션 대표이사
- 알다Soft 수석 컨설턴트 마케팅 이사
- 미래를 위한 청년연대 운영위원
- 2002년 6월 13일: 제3회 전국동시지방선거 당선(민선 3기, 서울 광진구 제1선거구, 한나라당, 초선)
- 2002년 7월~2006년 3월: 제6대 서울특별시의회 의원(민선 3기, 서울 광진구 제1선거구, 한나라당→무소속→열린우리당, 초선)
  - 제6대 서울특별시의회 윤리특별위원회 위원장
  - 제6대 서울특별시의회 열린우리당 대표의원
- 2003년: 국민통합민주신당 창당준비위원회 위원
- 2003년: 열린우리당 창당발기인
- 2006년: 제4회 전국동시지방선거 서울특별시 광진구청장 열린우리당 예비후보
- 2007년: 제17대 대통령 선거 창조한국당 문국현 대통령 후보 충북 선거대책위원회 선거대책본부장
- 2016년 2월~2016년 4월: 제20대 국회의원 선거 더불어민주당 공천관리위원회 위원
- 2017년~2019년: 민주평화통일자문회의 자문위원
- 2021년 7월~2021년 10월: 제20대 대통령 선거 더불어민주당 이재명 대통령 경선 후보 경선후원회 사무장
- 행복한가정재단 상임이사
- 민생경제지원단 상임위원장
- 경기신용보증재단 비상임이사
- 한국청소년재단 전문위원
- 사회적기업 나눔하우징 이사장
- 살기좋은 마을 대표
- 2022년 6월: 민선 8기 김동연 경기도지사 인수위원회 자문위원
- 2022년: 더불어민주당 전략기획위원회 부위원장
- 2022년: 더불어민주당 중앙당 부대변인
- 2022년 7월~: 더불어민주당 충청북도당 청주시 상당구 지역위원회 위원장
- 2024년 4월 10일 대한민국 제22대 국회의원 선거 당선(충북 청주시 상당구, 더불어민주당, 초선)

### 의정 활동
- 2024년 5월 30일~: 제22대 국회의원(충북 청주시 상당구, 더불어민주당, 초선)
  - 2024년 6월~: 제22대 국회 전반기 정무위원회 위원
  - 2025년 6월~: 제22대 국회 전반기 예산결산특별위원회 위원

## 역대 선거 결과
|  | 55.68% |

|  | 51.45% |

## 같이 보기
- 청주시 상당구 (선거구)
- 청주시 상당구의 국회의원